# Doumea thysi
Doumea thysi är en fiskart som beskrevs av Skelton, 1989. Doumea thysi ingår i släktet Doumea och familjen Amphiliidae. IUCN kategoriserar arten globalt som sårbar. Inga underarter finns listade i Catalogue of Life.